# Всероссийский союз страховщиков

Всероссийский союз страховщиков (ВСС) — некоммерческая общественная организация (союз), саморегулируемая организация в сфере финансового рынка, объединяющая страховые организации. Главная задача союза состоит в координации деятельности своих членов, представлении и защите их общих интересов в отношениях с российскими и зарубежными организациями и органами власти.

## История
Потребность в объединении российских страховщиков возникла в начале 1990-х годов в связи с появлением большого числа независимых страховых компаний и необходимостью регулирования внутрикорпоративных отношений. Кроме того, стали очевидными задачи формирования в обществе положительного отношения к страхованию, отстаивании интересов страховщиков во властных структурах и участии страхового сообщества в формировании страхового законодательства.
В начале 1990-х годов в России параллельно действовали два профессиональных союза страховщиков. В январе 1993 года был создан Страховой союз России (ССР) под руководством бывшего руководителя Росгосстраха Вячеслава Шахова. Этот союз объединял 160 страховых компаний — преимущественно крупных, многие из них входили в систему Росгосстраха. Всероссийский союз страховщиков (ВСС) был образован 15 марта 1994 года на Всероссийском собрании страховых организаций и объединений. Его членами стали около 400 страховых компаний, был принят устав союза и избран его первый президент - Геннадий Дуванов, ранее возглавлявший страховую компанию «АСКО». 20 мая того же года Всероссийский союз страховщиков был зарегистрирован государственными органами и получил соответствующее свидетельство. День 20 мая 1994 года считается днем основания Всероссийского союза страховщиков.
Позднее, к началу 1996 года союзы объединились в единый Всероссийский союз страховщиков (ВСС). Первым президентом объединённого союза был избран президент компании Ингосстрах Владимир Петрович Кругляк, .
В настоящее время действительными членами Всероссийского союза страховщиков являются все страховые компании России.

## Органы управления ВСС
Высшим органом является Съезд членов Союза (собирается 1 раз в два года). Основная функция Съезда – обеспечение соблюдения Союзом целей, для достижения которых создан Союз.
Съезд членов Союза избирает Президиум Союза сроком на два года. Данный коллегиальный орган является постоянно действующим органом управления деятельностью Союза в период между съездами.
Съезд избирает также Президента Союза  сроком на два года. В 2009 году Президентом ВСС был избран Андрей Кигим, после его ухода на пост руководителя ФСС в марте 2013 года исполняющим обязанности президента был назначен Михаил Моторин.
Исполнительная Дирекция Союза является исполнительным органом Союза.
В структуру ВСС также входят шестнадцать комитетов, каждый из которых занят решением определенного круга задач и проблем страховой отрасли. Перечень комитетов ВСС:

-	Комитет по сельскохозяйственному страхованию  ( Председатель - Биждов Корней Даткович (НО «Национальный союз агростраховщиков (НСА)»);

-	Комитет по страхованию ответственности (Председатель - Зернов Андрей Алексеевич (ОАО САК «Энергогарант»);

-	Комитет по социальному страхованию (Председатель - Мартьянова Надежда Васильевна (ЗАО «МАКС»);

-	Комитет по противодействию страховому мошенничеству (Председатель - Ефремов Сергей Иванович(ОАО «Страховая группа МСК»);

-	Комитет по международному сотрудничеству (Председатель - Павленко Евгений Валерьевич (СОАО  «Национальная Страховая Группа»);

-	Комитет по развитию страхования жизни (Председатель - Чернин Максим Борисович (ООО СК «Сбербанк страхование»);

-	Комитет по перестрахованию  (Председатель - Артамонов Александр Петрович (ОАО «Московское перестраховочное общество»);

-	Финансовый комитет (Председатель - Ямов Игорь Сергеевич (ОСАО  «Ингосстрах»);

-	Комитет по совершенствованию налогообложения страховых компаний (Председатель -  Моторин  Михаил Альбертович (ООО  СК «ВТБ Страхование»);

-       Комитет по тарифам, статистике и резервам (Председатель - Попов Дмитрий Владимирович (ОАО СК  ОАО СК «Альянс»);

-       Комитет по развитию региональных страховых рынков (Председатель - Бобылев Алексей Владимирович (ООО СК «Московия»);

-       Комитет по обязательному медицинскому страхованию (Председатель - Кузнецов Дмитрий Юрьевич (МСМС);

-	Комитет по вопросам страхования в сфере туризма (Председатель - Гуляева Галина Александровна (ОАО СК  ОАО СК «Альянс»);

-	Комитет по связям с общественностью;

-	Комитет по правовым вопросам (Председатель - Сухоруков Станислав Артурович (ОАО  «ГСК «Югория»);

-	Комитет по информационным технологиям (Председатель - Маркаров Дмитрий Эдуардович (ОАО  «Росгосстрах»).

## Президенты ВСС
Пост президента Всероссийского союза страховщиков последовательно занимали:
- Дуванов, Геннадий Васильевич (1994—1996 годы)[3];
- Кругляк, Владимир Петрович (1996—1998 годы)[4];
- Юргенс, Игорь Юрьевич (1998—2002 годы);
- Коваль, Александр Павлович (2002—2009 годы);
- Кигим, Андрей Степанович (2009—2013 годы);
- Юргенс, Игорь Юрьевич (2013—2022 годы);
- Уфимцев, Евгений Владимирович (с 2022 по настоящее время).

## Членство в других организациях
ВСС является членом следующих организаций:
- Торгово-промышленной палаты Российской Федерации (ТПП);
- Российского союза промышленников и предпринимателей (РСПП);
- Общероссийская общественная организация «Ассоциация юристов России»;
- Европейского Комитета по Страхованию (ЕКС);
- Международная ассоциация страховых надзоров (МАСН) (англ. International Association of Insurance Supervision, IAIS) (в качестве наблюдателя).